# Crocidura arabica
Crocidura arabica — вид ссавців родини Соріцидових. Зустрічається в Омані та Ємені. Місця проживання цього виду невідомі, однак він може зустрічатися на прибережних рівнинах Вони поодинокі м'ясоїдні тварини.